# Al Sharpton
Alfred Charles "Al" Sharpton, Jr. (3. listopada 1954.), američki je protestantski pastor, politički aktivist, aktivist za ljudska prava, govornik i glumac.

## Životopis
Rodio se u Brooklynu, New York, 1954. godine. Sa samo četiri godine izrekao je svoju prvu propovijed. U četvrti je postao poznat kao čudesni propovjednik. U devetoj godini roditelji mu se rastaju. Kada je Sharpton imao deset godina biskup F.D. Washington zaređuje ga za svećenika.
Kao dječak propovjednik išao je na turneje gdje ga je pratila Mahalia Jackson. U srednjoj školi postaje društveno aktivan, povevši prosvjed protiv hrane u kafeteriji i kodeksa oblačenja. Budući da je tim činom privukao pozornost javnosti, Jesse Jackson imenuje ga vođom mladeži u "Operation Breadbasketu", akciji kojoj je bio cilj traženje boljih poslova za crne Amerikance. Nije diplomirao na fakultetu. Godine 1971. postaje menadžer Jamesa Browna, a 1983. godine vjenčao se s pratećim vokalom iz Jamesove grupe. Nema djece.
Poveo je velike prosvjede nakon ubojstva dvoje afričkih useljenika. Godine 1987. izbila je kontroverza oko slučaja 15-godišnje crne djevojčice koja je nađena prekrivena izmetom, s poderanom i spaljenom odjećom, a tvrdila je da su je napala i silovala šestorica bijelih muškaraca od kojih su neki bili policajci. Izbio je veliki skandal, a Sharpton i još dvoje ljudi stali su u obranu djevojčice. Održano je suđenje, ali je priča djevojčice proglašena prijevarom, a oni koji su je branili osuđeni su za klevetu. Sharpton je izjavio da je tužitelj u tom slučaju bio jedan od onih koji su oteli i silovali tu djevojčicu.
Osnovao je niz organizacija za borbu protiv droge i skupljanje novca za osiromašenu mladež.
Bio je kandidat za demokratsku nominaciju u utrci za američkog predsjednika 2004. godine.
Podržava prava homoseksualaca i snažno se bori za uklanjanje homofobije iz Crne Crkve.